# Golf de Bussy-Guermantes
Créé en 1988 et situé à Marne-la-Vallée, à proximité de Paris, le Golf de Bussy-Guermantes attire beaucoup de golfeurs amateurs, mais aussi professionnels. Il compte 2 parcours (un de 9 trous, l'autre de 18) avec un total de 27 trous. L'école de golf de ce club est très prisée.[réf. nécessaire]

## Parcours
- 18 trous : La Jonchère
- 9 trous : La Gondoire

Total : 27 trous

## Trophées / Compétitions
(Selectif)
- Trophée Preven's : Nouveau tournoi du circuit professionnel masculin lancé par la FFG (Fédération Française de Golf) : l’AGF-Allianz Golf Tour.

## Champions provenant du club
- Grégory Havret
- François Calmels
- Charles-Edouard Russo
- Guillaume Cambis
- Romain Wattel